# Pakiet biurowy

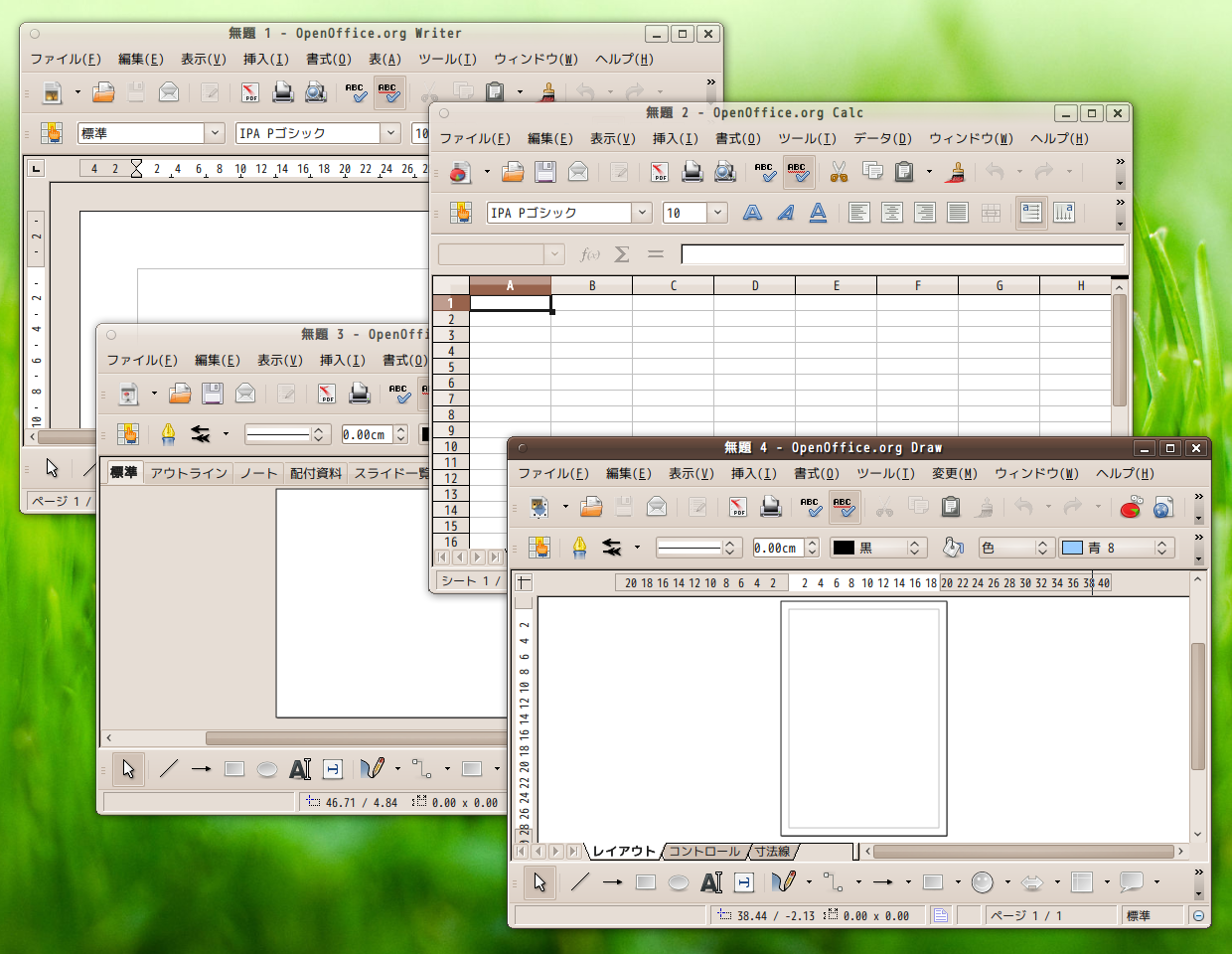
Pakiet OpenOffice.org: widoczne okna z komponentami Writer, Calc, Impress oraz Draw

Pakiet biurowy – zbiór programów komputerowych służących do typowych zastosowań biurowych, takich jak edycja tekstu, wykonywanie obliczeń księgowych, czy obsługa baz danych, które są sprzedawane jako jeden zintegrowany produkt.
Pakiety biurowe, jakkolwiek tworzone z myślą o pracy w biurze, są także powszechnie stosowane w komputerach domowych.

## Skład pakietu biurowego
W skład pakietu biurowego wchodzą zwykle: 
- edytor tekstu
- arkusz kalkulacyjny
- program do prezentacji.

Oprócz tego często dodaje się do nich:
- program do obsługi baz danych
- różnego rodzaju programy graficzne
- program do amatorskiego DTP
- program do tworzenia stron WWW
- program do obsługi poczty elektronicznej
- programy do scalania i organizowania w pakiety plików pochodzących z różnych programów
- kalendarze elektroniczne i organizery.